# Mád
Mád là một thị trấn thuộc hạt Borsod-Abaúj-Zemplén, Hungary. Thị trấn này có diện tích 31,86 km², dân số năm 2010 là 2187 người, mật độ 69 người/km².